# Vadgazdálkodás
A vadgazdálkodás a vadon élő állatok elterjedésének, állománynagyságának (sűrűségének) és az állomány minőségének befolyásolása valamilyen az illető vadfajhoz kapcsolódó meghatározott cél elérése érdekében. A vadgazdálkodó vagy vadgazda ezeket a célokat minden esetben az állomány dinamikájának alakításával érheti el, amit az állományba és/vagy az állomány élőhelyébe tett beavatkozások (manipulatív vadgazdálkodás) révén valósíthat meg. Ezt a felfogást tükrözi a vad védelméről, a vadgazdálkodásról és a vadászatról szóló törvény is, melynek meghatározása szerint vadgazdálkodásnak minősül a vadállomány és az élőhelyének - ideértve a biológiai életközösséget is - védelmével, a vadállomány szabályozásával kapcsolatos tevékenység.

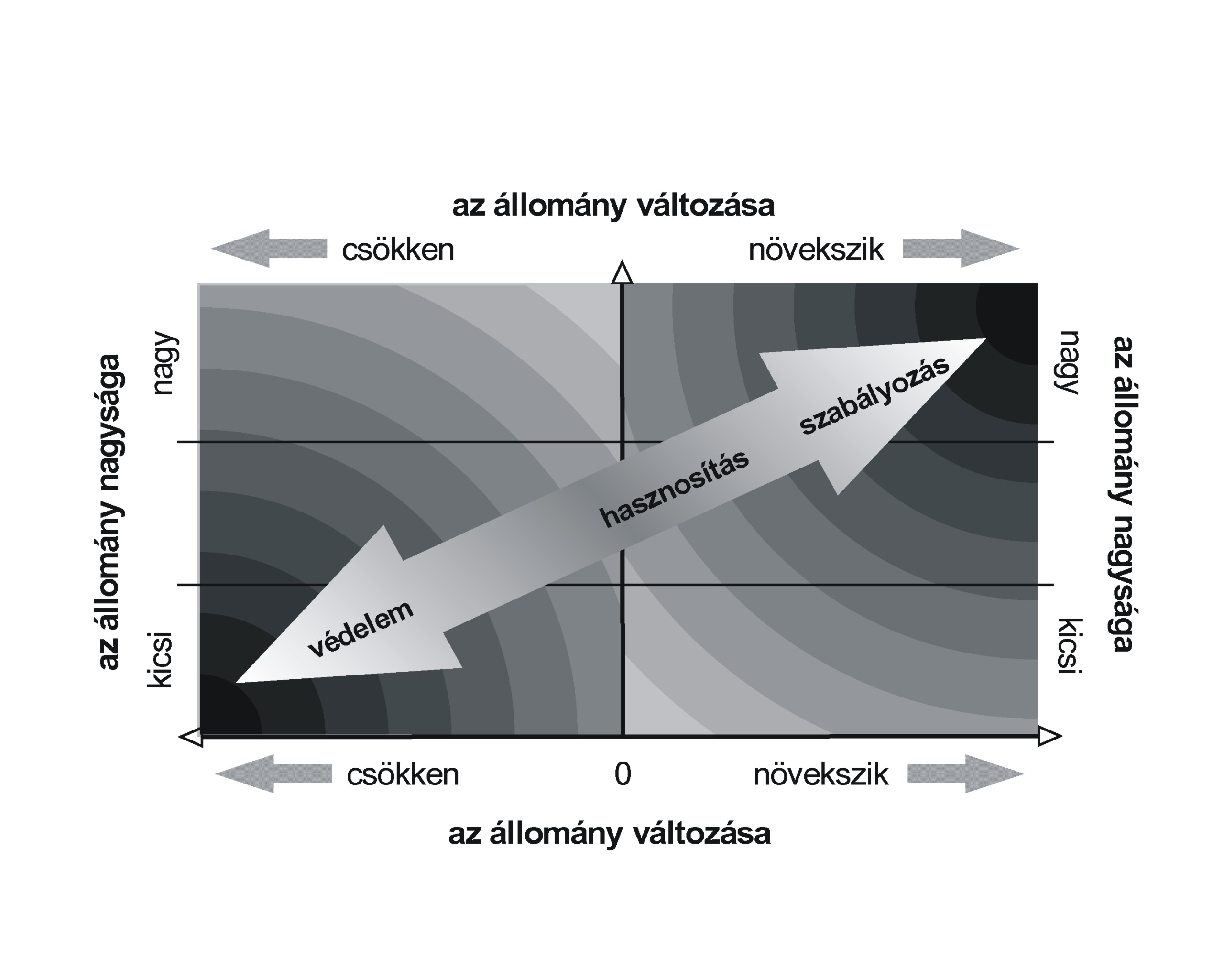
Az állomány nagyságának alakulása

Vadgazdálkodásnak legtöbben kizárólag a vadászathoz kapcsolódó tevékenységek különböző formáit gondolják. A vadgazdálkodás azonban ennél sokkal tágabban értelmezhető, és a vadállományokkal való gazdálkodás célkitűzései és módszerei pillanatnyi helyzetüktől függően alakulnak. A vadgazdálkodás fő céljait is a vadállomány változásának (populációdinamika) iránya határozza meg:
- Védelem: kis létszámú és/vagy csökkenő állományok kezelése annak érdekében, hogy az állományt megőrizzük és növeljük. Ebben az esetben állománynövelő vadgazdálkodásról beszélnek.
- Hasznosítás: abban az esetben, amikor egy vadállomány rendszeres növekedésre képes, a vadgazdálkodási beavatkozások célja az állomány létszámának és állapotának fenntartása. A gazdálkodó az állományt huzamosan az adott létszámon igyekszik tartani (az nem növekszik vagy csökken), melyet szintentartó gazdálkodásnak neveznek. Ennek érdekében a vadgazda az állományból az éves szaporulat nagyságának megfelelő mennyiséget veszi ki és/vagy az élőhelyet a kedvező állapot fenntartása érdekében befolyásolja.
- Védekezés vagy szabályozás: túl sűrű (nagy) és általában túl magas növekedési erélyű állományokba (amik rendszerint károsak is) való olyan beavatkozás, ami létszámokat állandósítja és/vagy csökkenti. Ebben az esetben állománycsökkentő gazdálkodásról beszélnek.

Ebben a megközelítésben természetvédelem (faj- és élőhelyvédelem), az állományok hasznosítása vagy a kártevők szabályozása nem egymástól szigorún elváló vagy különálló tevékenységek, hanem egy folyamatos sorozat tagjai, amelynek két végpontján és közepén helyezkedik el a fentiekben kiemelt három vadgazdálkodási forma.